# Hùng Thắng, Hải Phòng
Hùng Thắng là một xã thuộc thành phố Hải Phòng, Việt Nam.
Xã Hùng Thắng có diện tích 13,14 km², dân số năm 1999 là 10082 người, mật độ dân số đạt 767 người/km².
2019: Xã Hùng Thắng có diện tích tự nhiên là 1323.07 ha
Đây là địa phương có dự án Đường cao tốc Ninh Bình – Hải Phòng đi qua.
Là xã anh hùng, giàu truyền thống cách mạng, quân và dân xã Hùng Thắng anh dũng phá càn thắng lợi vào ngày 16 tháng giêng năm Mậu Tý (1948).
Cuộc chiến đấu không cân sức giữa nhân dân Hùng Thắng và địch diễn ra ác liệt vào này 16 tháng Giêng năm Mậu Tý diễn ra vô cùng ác liệt ròng rã suốt một ngày. Bằng ý chí kiên cường, chiến đấu với tinh thần quả cảm và quyết tâm bảo vệ xóm làng, 42 tên địch bị tiêu diệt, 45 tên bị thương, buộc địch phải rút lui. Với thắng lợi đó, quân và dân xã Hùng Thắng đã được Đảng, Nhà nước tặng huân, huy chương Kháng chiến hạng Nhất.